# 車游嵐
車游嵐（Cha Yu-Ram，차유람, 1987年7月23日—)，漢字本名「車游嵐」，中文媒體亦會以「車由蘭」、「车俞岚」或「車侑藍」稱呼。韓國花式撞球職業選手，出生於大韓民國全羅南道莞島郡。自莞島國民小學畢業後北上首都圈區域求學，12歲起開啟其撞球之路，曾就讀於韓國體育大學。慣用左手出桿，由於姓氏車姓，名字「游嵐」音近「遊覽」，因此被台灣球迷戲稱為「遊覽車」，外型被指貌似香港藝人張柏芝，所以參加2009年東亞運動會時受到傳媒注目。其於2015年6月20日與年長其14歲的暢銷作家李智成結婚。

## 國際比賽成績
- 2002年 青少年世界錦標賽（當時青少年男女尚未分組）
- 2008年 安麗盃世界女子花式撞球公開賽24強未晉級（首次參賽）
- 2009年 亞洲室內運動會女子九號球單打金牌
- 2009年 第5屆東亞運動會女子英式6個紅球單打銅牌
- 2010年 安麗盃世界女子花式撞球公開賽冠軍
- 2011年 安麗盃世界女子花式撞球公開賽8強
- 2011年 世界九號球北京公開賽女子組冠軍
- 2012年 傳世鼎言中國撞協(CBSA)美式撞球承德國際公開賽亞軍
- 2012年 WPA世界年度排名第8
- 2012年 安麗盃世界女子花式撞球公開賽8強
- 2013年 安麗盃世界女子花式撞球公開賽24強
- 2013年 亞洲室內運動會女子九號球單打金牌
- 2013年 亞洲室內運動會女子十號球單打金牌
- 2013年 中國密雲國際公開賽 冠軍
- 2014年 安麗盃世界女子花式撞球公開賽8強
- 2014年 中國撞協(CBSA)廣州國際九號球單打銀牌

## 特殊事蹟
- 2010年安麗盃以9戰全勝拿下冠軍。

## 綜藝節目
- 2013年4月26日 The Genius 遊戲的法則
- 2013年5月3日 The Genius 遊戲的法則
- 2013年5月10日 The Genius 遊戲的法則
- 2013年5月17日 The Genius 遊戲的法則
- 2013年5月24日 The Genius 遊戲的法則
- 2013年5月31日 The Genius 遊戲的法則
- 2013年6月7日 The Genius 遊戲的法則
- 2013年6月14日 The Genius 遊戲的法則
- 2014年2月1日 The Genius 規則破壞者
- 2014年6月29日 Running Man (Ep 202)
- 2014年7月6日 Running Man (Ep 203)
- 2018年6月1日 Busted！明星來解謎（EP10）飾演萊娜酒吧的打掃工讀生「徐寶嵐」。

## 電影
- 2014年11月7日  逆轉勝

## 外部連結
- 車游嵐的Instagram帳戶
- 車游嵐的新浪微博
- （英文）MYSPACE （页面存档备份，存于）
- cyworld （页面存档备份，存于）
- 車游嵐的X（前Twitter）
- 車游嵐在互联网电影资料库（IMDb）上的資料（英文）

| 前任： 周婕妤 | 安麗盃世界女子花式撞球公開賽冠軍 2010年 | 繼任： 金佳映 |